# Major League Baseball 2000
La stagione 2000 della Major League Baseball si è aperta il 29 marzo con l'incontro disputato a Tokyo in Giappone tra i Chicago Cubs e i New York Mets concluso 5-3.
L'All-Star Game si è giocato l’11 luglio al Turner Field di Atlanta ed è stato vinto dalla selezione dell'American League per 10-9.
Le World Series si sono svolte tra il 21 ed il 26 ottobre, si sono concluse con la vittoria degli New York Yankees che si sono imposti per 4 partite a 1 sui New York Mets. Esse furono note come le Subway Series, dato che, svolgendosi tutte le gare nella medesima città, squadre e spettatori poterono utilizzare la metropolitana per ogni incontro delle finali.
Durante la stagione 2000 si raggiunse un numero record di 5693 fuoricampo battuti, cifra che venne superata nel 2017, quando se ne batterono 6105. Per la prima volta dal 1989 e per la quinta volta dal 1949 nessun lanciatore riuscì a realizzare un no-hitter.
Alla fine della stagione regolare, il pubblico totale è stato di 72 748 970 spettatori, con una media di 30 111 spettatori a partita.
A livello amministrativo, in questo anno avvenne l’unione di American e National League in un’unica organizzazione. Conseguentemente, in questa stagione tutti i gruppi arbitrali operarono in entrambe le leghe.

## Regular Season

### American League

#### East Division
| # | Squadra              | Vittorie | Sconfitte | Perc. | Diff. |
| - | -------------------- | -------- | --------- | ----- | ----- |
| 1 | New York Yankees     | 87       | 74        | .540  | —     |
| 2 | Boston Red Sox       | 85       | 77        | .525  | 2.5   |
| 3 | Toronto Blue Jays    | 83       | 79        | .512  | 4.5   |
| 4 | Baltimore Orioles    | 74       | 88        | .457  | 13.5  |
| 5 | Tampa Bay Devil Rays | 69       | 92        | .429  | 18.0  |

#### Central Division
| # | Squadra            | Vittorie | Sconfitte | Perc. | Diff. |
| - | ------------------ | -------- | --------- | ----- | ----- |
| 1 | Chicago White Sox  | 95       | 67        | .586  | —     |
| 2 | Cleveland Indians  | 90       | 72        | .556  | 5.0   |
| 3 | Detroit Tigers     | 79       | 83        | .488  | 16.0  |
| 4 | Kansas City Royals | 77       | 85        | .475  | 18.0  |
| 5 | Minnesota Twins    | 69       | 93        | .426  | 26.0  |

#### West Division
| # | Squadra           | Vittorie | Sconfitte | Perc. | Diff. |
| - | ----------------- | -------- | --------- | ----- | ----- |
| 1 | Oakland Athletics | 91       | 70        | .565  | —     |
| 2 | Seattle Mariners  | 91       | 71        | .562  | 0.5   |
| 3 | Anaheim Angels    | 82       | 80        | .506  | 9.5   |
| 4 | Texas Rangers     | 71       | 91        | .438  | 20.5  |

|  | Vincitore Division |
|  | Wild Card          |

### National League

#### East Division
| # | Squadra               | Vittorie | Sconfitte | Perc. | Diff. |
| - | --------------------- | -------- | --------- | ----- | ----- |
| 1 | Atlanta Braves        | 95       | 67        | .586  | —     |
| 2 | New York Mets         | 94       | 68        | .580  | 1.0   |
| 3 | Florida Marlins       | 79       | 82        | .491  | 15.5  |
| 4 | Montreal Expos        | 67       | 95        | .414  | 28.0  |
| 5 | Philadelphia Phillies | 65       | 97        | .401  | 30.0  |

#### Central Division
| # | Squadra             | Vittorie | Sconfitte | Perc. | Diff. |
| - | ------------------- | -------- | --------- | ----- | ----- |
| 1 | St. Louis Cardinals | 95       | 67        | .586  | —     |
| 2 | Cincinnati Reds     | 85       | 77        | .525  | 10.0  |
| 3 | Milwaukee Brewers   | 73       | 89        | .451  | 22.0  |
| 4 | Houston Astros      | 72       | 90        | .444  | 23.0  |
| 5 | Pittsburgh Pirates  | 69       | 93        | .426  | 26.0  |
| 6 | Chicago Cubs        | 65       | 97        | .401  | 30.0  |

#### West Division
| # | Squadra              | Vittorie | Sconfitte | Perc. | Diff. |
| - | -------------------- | -------- | --------- | ----- | ----- |
| 1 | San Francisco Giants | 97       | 65        | .599  | —     |
| 2 | Los Angeles Dodgers  | 86       | 76        | .531  | 11.0  |
| 3 | Arizona Diamondbacks | 85       | 77        | .525  | 12.0  |
| 4 | Colorado Rockies     | 82       | 80        | .506  | 15.0  |
| 5 | San Diego Padres     | 76       | 86        | .469  | 21.0  |

|  | Vincitore Division |
|  | Wild Card          |

### Record Individuali

#### American League[5][6]
| Stat. | Giocatore         | Squadra            | Totale |
| ----- | ----------------- | ------------------ | ------ |
| AVG   | Nomar Garciaparra | Boston Red Sox     | .372   |
| HR    | Troy Glaus        | Anaheim Angels     | 47     |
| RBI   | Edgar Martínez    | Seattle Mariners   | 145    |
| R     | Johnny Damon      | Kansas City Royals | 136    |
| H     | Darin Erstad      | Seattle Mariners   | 240    |
| SB    | Johnny Damon      | Kansas City Royals | 46     |

| Stat. | Giocatore      | Squadra           | Totale |
| ----- | -------------- | ----------------- | ------ |
| W     | David Wells    | Toronto Blue Jays | 20     |
| W     | Tim Hudson     | Oakland Athletics | 20     |
| L     | Brad Radke     | Minnesota Twins   | 16     |
| ERA   | Pedro Martínez | Boston Red Sox    | 1.74   |
| K     | Pedro Martínez | Boston Red Sox    | 284    |
| IP    | Mike Mussina   | Baltimore Orioles | 237.2  |
| SV    | Todd Jones     | Detroit Tigers    | 42     |
| SV    | Derek Lowe     | Boston Red Sox    | 42     |

#### National League[7][8]
| Stat. | Giocatore     | Squadra          | Totale |
| ----- | ------------- | ---------------- | ------ |
| AVG   | Todd Helton   | Colorado Rockies | .372   |
| HR    | Sammy Sosa    | Chicago Cubs     | 50     |
| RBI   | Todd Helton   | Colorado Rockies | 147    |
| R     | Jeff Bagwell  | Houston Astros   | 152    |
| H     | Todd Helton   | Colorado Rockies | 216    |
| SB    | Luis Castillo | Florida Marlins  | 62     |

| Stat. | Giocatore         | Squadra                                      | Totale |
| ----- | ----------------- | -------------------------------------------- | ------ |
| W     | Tom Glavine       | Atlanta Braves                               | 21     |
| L     | Omar Daal         | Philadelphia Phillies e Arizona Diamondbacks | 19     |
| ERA   | Ken Brown         | Los Angeles Dodgers                          | 2.58   |
| K     | Randy Johnson     | Arizona Diamondbacks                         | 347    |
| IP    | Jon Lieber        | Chicago Cubs                                 | 251    |
| SV    | Antonio Alfonseca | Florida Marlins                              | 45     |

## Post Season
|  | Division Series | Division Series      | Division Series       |               |                       | League Championship Series | League Championship Series | League Championship Series |  |  | World Series | World Series     | World Series |
|  |                 |                      |                       |               |                       |                            |                            |                            |  |  |              |                  |              |
|  | 1               | Chicago White Sox    | 0                     |               |                       |                            |                            |                            |  |  |              |                  |              |
|  | 4               | Seattle Mariners     | 3                     |               |                       |                            |                            |                            |  |  |              |                  |              |
|  | 4               | Seattle Mariners     | 3                     |               | 4                     | Seattle Mariners           | 2                          |                            |  |  |              |                  |              |
|  |                 |                      |                       |               | 4                     | Seattle Mariners           | 2                          |                            |  |  |              |                  |              |
|  |                 | 3                    | New York Yankees      | 4             |                       |                            |                            |                            |  |  |              |                  |              |
|  | 2               | 3                    | New York Yankees      | 4             | Oakland Athletics     | 2                          |                            |                            |  |  |              |                  |              |
|  | 2               |                      |                       |               | Oakland Athletics     | 2                          |                            |                            |  |  |              |                  |              |
|  | 3               | New York Yankees     | 3                     |               |                       |                            |                            |                            |  |  |              |                  |              |
|  |                 |                      |                       |               |                       |                            |                            |                            |  |  | AL3          | New York Yankees | 4            |
|  |                 |                      | NL4                   | New York Mets | 1                     |                            |                            |                            |  |  |              |                  |              |
|  | 1               | San Francisco Giants | 1                     |               |                       |                            |                            |                            |  |  |              |                  |              |
|  | 4               | New York Mets        | 3                     |               |                       |                            |                            |                            |  |  |              |                  |              |
|  | 4               | New York Mets        | 3                     |               | 4                     | New York Mets              | 4                          |                            |  |  |              |                  |              |
|  |                 |                      |                       |               | 4                     | New York Mets              | 4                          |                            |  |  |              |                  |              |
|  |                 | 2                    | Saint Louis Cardinals | 1             |                       |                            |                            |                            |  |  |              |                  |              |
|  | 2               | 2                    | Saint Louis Cardinals | 1             | Saint Louis Cardinals | 3                          |                            |                            |  |  |              |                  |              |
|  | 2               |                      |                       |               | Saint Louis Cardinals | 3                          |                            |                            |  |  |              |                  |              |
|  | 3               | Atlanta Braves       | 0                     |               |                       |                            |                            |                            |  |  |              |                  |              |

### Division Series
American League
| Data                                  | Squadra di casa   | Squadra ospite    | Ris. |
| ------------------------------------- | ----------------- | ----------------- | ---- |
| 03/10                                 | Chicago White Sox | Seattle Mariners  | 4-7  |
| 04/10                                 | Chicago White Sox | Seattle Mariners  | 2-5  |
| 06/10                                 | Seattle Mariners  | Chicago White Sox | 2-1  |
| Seattle Mariners vincono la serie 3-0 |                   |                   |      |

| Data                                  | Squadra di casa   | Squadra ospite    | Ris. |
| ------------------------------------- | ----------------- | ----------------- | ---- |
| 03/10                                 | Oakland Athletics | New York Yankees  | 5-3  |
| 04/10                                 | Oakland Athletics | New York Yankees  | 0-4  |
| 06/10                                 | New York Yankees  | Oakland Athletics | 4-2  |
| 07/10                                 | New York Yankees  | Oakland Athletics | 1-11 |
| 08/10                                 | Oakland Athletics | New York Yankees  | 5-7  |
| New York Yankees vincono la serie 3-2 |                   |                   |      |

National League
| Data                               | Squadra di casa      | Squadra ospite       | Ris. |
| ---------------------------------- | -------------------- | -------------------- | ---- |
| 04/10                              | San Francisco Giants | New York Mets        | 5-1  |
| 05/10                              | San Francisco Giants | New York Mets        | 4-5  |
| 07/10                              | New York Mets        | San Francisco Giants | 3-2  |
| 08/10                              | New York Mets        | San Francisco Giants | 4-0  |
| New York Mets vincono la serie 3-1 |                      |                      |      |

| Data                                     | Squadra di casa     | Squadra ospite      | Ris. |
| ---------------------------------------- | ------------------- | ------------------- | ---- |
| 03/10                                    | St. Louis Cardinals | Atlanta Braves      | 7-5  |
| 05/10                                    | St. Louis Cardinals | Atlanta Braves      | 10-4 |
| 07/10                                    | Atlanta Braves      | St. Louis Cardinals | 1-7  |
| St. Louis Cardinals vincono la serie 3-0 |                     |                     |      |

### League Championship Series
American League
| Data                                  | Squadra di casa  | Squadra ospite   | Ris. |
| ------------------------------------- | ---------------- | ---------------- | ---- |
| 10/10                                 | New York Yankees | Seattle Mariners | 0-2  |
| 11/10                                 | New York Yankees | Seattle Mariners | 7-1  |
| 13/10                                 | Seattle Mariners | New York Yankees | 2-8  |
| 14/10                                 | Seattle Mariners | New York Yankees | 0-5  |
| 15/10                                 | Seattle Mariners | New York Yankees | 6-2  |
| 17/10                                 | New York Yankees | Seattle Mariners | 9-7  |
| New York Yankees vincono la serie 4-2 |                  |                  |      |

National League
| Data                               | Squadra di casa       | Squadra ospite        | Ris. |
| ---------------------------------- | --------------------- | --------------------- | ---- |
| 11/10                              | Saint Louis Cardinals | New York Mets         | 2-6  |
| 12/10                              | Saint Louis Cardinals | New York Mets         | 5-6  |
| 14/10                              | New York Mets         | Saint Louis Cardinals | 2-8  |
| 15/10                              | New York Mets         | Saint Louis Cardinals | 10-6 |
| 16/10                              | New York Mets         | Saint Louis Cardinals | 7-0  |
| New York Mets vincono la serie 4-1 |                       |                       |      |

### World Series
| Data                                  | Squadra di casa  | Squadra ospite   | Ris. |
| ------------------------------------- | ---------------- | ---------------- | ---- |
| 21/10                                 | New York Yankees | New York Mets    | 4-3  |
| 22/10                                 | New York Yankees | New York Mets    | 6-5  |
| 24/10                                 | New York Mets    | New York Yankees | 4-2  |
| 25/10                                 | New York Mets    | New York Yankees | 2-3  |
| 26/11                                 | New York Mets    | New York Yankees | 2-4  |
| New York Yankees vincono la serie 4-1 |                  |                  |      |

## Premi
Miglior giocatore della Stagione
|    | Giocatore    | Squadra              |
| -- | ------------ | -------------------- |
| AL | Jason Giambi | Oakland Athletics    |
| NL | Jeff Kent    | San Francisco Giants |

Rookie dell'anno
|    | Giocatore       | Squadra          |
| -- | --------------- | ---------------- |
| AL | Kazuhiro Sasaki | Seattle Mariners |
| NL | Rafael Furcal   | Atlanta Braves   |

Miglior giocatore delle World Series
| Giocatore   | Squadra          |
| ----------- | ---------------- |
| Derek Jeter | New York Yankees |